# ۵۵۶ (پیش از میلاد)
۵۵۶ (پیش از میلاد) ۵۵۶مین سال قبل از تقویم میلادی است.